# Brachyptera brevipennis
Brachyptera brevipennis är en bäcksländeart som beskrevs av Zhiltzova 1964. Brachyptera brevipennis ingår i släktet Brachyptera och familjen vingbandbäcksländor. Inga underarter finns listade i Catalogue of Life.